# 麥維他
麥維他（McVitie's）是英國聯合餅乾旗下的一個子公司，主要生產零食。其名稱來源於1830年成立於蘇格蘭愛丁堡的餅乾製造公司McVitie & Price, Ltd.。1888年位於喬基的工廠建好之前在愛丁堡有多家工廠。

## 歷史

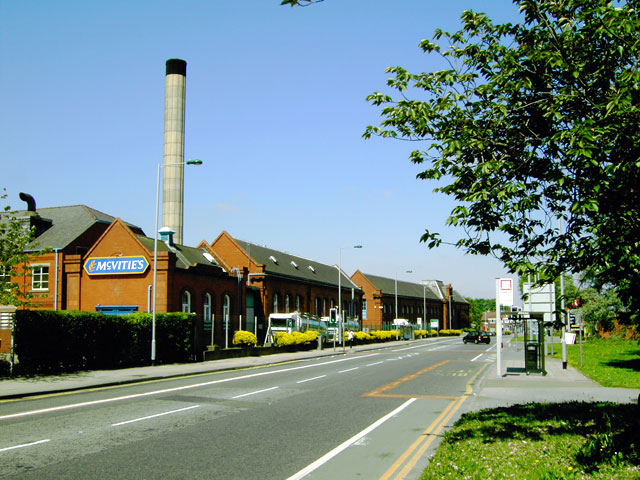
麥維他在曼徹斯特和斯托克波特的工廠，一分鐘可生產超過2000個佳發蛋糕。

McVitie & Price的工廠在1894年倒閉，但同年便重新建起，直到1969年轉到英格蘭發展為止一直都在運營。1910年和1917年分別於哈勒斯登和曼徹斯特新建工廠。1922年收購愛丁堡麵包店Simon Henderson & Sons。1948年與McVitie & Price蘇格蘭家族企業Macfarlane, Lang & Co., Ltd合併，形成聯合餅乾集團。
1947年McVitie & Price製作了伊莉莎白公主的婚禮蛋糕。
2007年，聯合餅乾授予明治製菓在日本使用McVitie's的品牌的權力。
2016年8月18日康師傅與聯合餅乾簽署代銷協議，康師傅食品即日起取得麥維他所有相關產品的中國大陸經銷權，是康師傅食品第一次直接代理銷售進口食品。

## 外部連結
- United Biscuits - page on McVitie's.
- Official McVitie's site in Japan[永久] (in Japanese).